# Celestino Martínez
Celestino Martínez – piłkarz argentyński, pomocnik.
Jako gracz klubu CA Independiente wziął udział w turnieju Copa América 1937, gdzie Argentyna zdobyła tytuł mistrza Ameryki Południowej. Martínez zagrał we wszystkich sześciu meczach - z Chile, Paragwajem, Peru, Urugwajem, Brazylią oraz decydującym o mistrzostwie barażu z Brazylią.
Razem z Independiente Martínez zdobył mistrzostwo Argentyny w 1938 i 1939 roku.
Martínez grał także w brazylijskim klubie Fluminense FC.